# 華和家四姊妹
《華和家四姊妹》為2011年7月10日起逄周日21:00 - 21:54 在TBS放送的電視劇。由柴門文的同名漫畫改編。全套11集。

## 劇情
由柴門文漫畫改編，描寫華和家四姊妹間的日常生活及喜怒哀樂。

## 登場人物

### 主要人物
華和竹美：觀月亞里莎（少女期：橫山未空）（香港配音：鄭麗麗）
本劇主人公。華和家次女，31歳。育有三子女，離婚兩次。20歳第一次結婚，23歳離婚；半年後再結婚，之後再度離婚。第三次結婚時，對方妻子突然來攪局，這時才發現對方沒有與妻子正式離婚，婚禮最後不了了之。之後回到華和家與家人同住。
華和藤子：吉瀨美智子（少女期：吉川日菜子）（香港配音：許盈）
華和家長女，32歳，雜誌With的副編集長。
華和櫻子：貫地谷栞（少女期：松田亞美）（香港配音：劉惠雲）
華和家三女，25歳，Hair Peace 總務部勤務。
華和梅：川島海荷（香港配音：羅杏芝）
華和家四女，19歳，日之出美術大学雕刻科1年生。

### 華和家
華和幸子 ：宮崎美子（香港配音：袁淑珍）
華和家的媽媽，深愛爸爸大悟，華和家各人中最關心和支持竹美。第2集到巴黎旅行，在當地遇上意外，幸好只是輕微受傷，但回到日本後發現後遺症，最終去世。
華和大悟：遠藤憲一（香港配音：李錦綸）
華和家的爸爸，在外與他人有外遇。
華和菖蒲/華和彩芽：川島鈴遙（香港配音：梁少霞）
竹美的長女，十分愛竹美。
華和一平：小野伶慶（香港配音：高可慧）
竹美的長子。
華和克平：加藤憲史郎（香港配音：張頌欣）
竹美的次子，是個可愛聽話的男孩。
東堂兵衛：神山繁（香港配音：譚炳文）
幸子的父親，也是四姊妹的外公。

### 講談社 with編輯部
前田友：松尾敏伸（香港配音：胡家豪）
with編輯部員。
大島敦美：梅宮萬紗子（香港配音：陸惠玲）
with編輯部員。
板野友紀：若松春奈（香港配音：高可慧）
with編輯部員。
益子正三郎：加藤成亮（香港配音：麥皓豐）
攝影師，與櫻子交往。
高井優子：村岡希美（香港配音：蔡惠萍）
with編輯部和有交易的品牌擔任Prani的負責人。
藤子的上司：中原和宏（香港配音：林保全）
對藤子試探的代理主編。
秋元太一：石黑賢（香港配音：陳廷軒）
講談社電子書籍化部部長。

### 竹美周邊人物
山根克彦：田中哲司（香港配音：陳欣）
竹美第二任丈夫，IT企業社長，
森綾子 ：森脇英理子（香港配音：魏惠娥）
山根的秘書兼第二次結婚對象。

### Hair Peace
堀內加奈：田中美保（香港配音：林芷筠）
櫻子的同事。
峯岸亞紀：野村麻純（香港配音：梁少霞）
櫻子的同事。個性迷糊。
高橋真里亞：井上佳子（香港配音：陸惠玲）
櫻子的同事。是個大胃王。

### 日之出美術大學
吉安晃二：勝信（香港配音：張方正）
小梅在立體藝術研究會的學長。
沼崎千繪：本田綠（香港配音：張頌欣）
立體藝術研究會員，小梅的好朋友。
福島萬希：福田彩乃（香港配音：黃淑芬）
立體藝術研究會員，小梅的好朋友。
畑野由香里：鈴木千奈美（香港配音：魏惠娥）
日之出美術大學的校花，與晃二交往。

### 刑警
館久：貓廣（香港配音：張炳強）
竹美認識的中年刑警。
柴田恭造：水上劍星（香港配音：陳廷軒）
與館搭檔的年輕刑警。

### 其他角色
相本美彌：木村文乃（第1話）（香港配音：程文意）
Hair Peace派遣員工，櫃檯接待員。
嶋田：神保悟志（第1話）（香港配音：蔡德鈞）
Hair Peace支店長，社長的兒子。
晃一：中村靖日（第1話）（香港配音：馮錦堂）
竹美第三次再婚時的對象，卻被發現與元配有婚姻關係。
綠：芳本美代子（第1話）（香港配音：謝潔貞）
丈夫沒有與她正式離婚，卻馬上與竹美結婚，因而拿菜刀襲擊竹美，在被制服之後，想要跳水池自殺，但被竹美救了。
中島真由：長崎真友子（第1、4、10話）
早晨JAPAN記者。報導綠拿菜刀襲擊，還有自殺未遂的事件。
Becky：本人飾演（第1話）（香港配音：曾秀清）
歷代男友：豐永伸一郎、友松榮、梅田賢三（第1話）
竹美・晃一結婚時出席。
晃一的親戚：長峯恵理子、伊藤昌子（第1話）
女社長：黑坂榮子（第1話）
經營飲食店。大悟婚禮當日泡妞有關係的女性。
Hair Peace社員：佐藤滿春、岸學、濱谷健司（第1話）
被竹美的美貌吸引。
Hair Peace的客人：日野出清（第1話）
長得像尚·雷諾。
Hair Peace的客人：薄井伸一、梁瀨龍洋（第1話）
伊豆榮鰻魚店，午餐慎便讓竹美請客的客人。
東京求職中心的職員：酒井健太郎（第1話）（香港配音：古明華）
因為三個孩子的演技及竹美的裝可憐功力，馬上就替竹美找到新工作。
老人院「長永壽」的爺爺奶奶：風見章子、市川千惠子、木下貴夫、葉山純士郎（第1、5話）
老人院裡的老爺爺和老奶奶們。竹美被Hair Peace開除之後，就在這裡打工。
松田仁：鳥羽潤（第2話）（香港配音：蘇強文）
藤子的男友。
三宅春美：東風萬智子（第2話）（香港配音：高可慧）
從大阪的販賣部『with』移動到編輯部。
三宅涉：橫山幸汰（第2話）（香港配音：蔡惠萍）
春美的兒子。
警衛：佐伯新（第2、4話、最終話）
學生：村上雄太（第2話）
服務生：塚本浩平（第2話）
大悟與幸子吃飯時去的高級餐廳的服務生。
坂田：鎌苅健太（第3、4話）（香港配音：李致林）
小梅的同學，回到立體藝術研究會。
鈴勝分店老闆：佐藤誓（第3話）
經營鮮魚及蔬菜專賣店。
新聞主播：升田尚宏（第2、3話）（香港配音：巫哲棋）
報導法國觀光巴士翻滾事故的新聞主播。
瀧本夫人：山村紅葉（第5話）（香港配音：袁淑珍）
寶石公司社長。
講談社常務：山崎大輔（第5、8-9話、最終話）（香港配音：蔡德鈞）
告訴藤子特別收入內容和其他公司很像。
攝影師：若杉宏二（第5-7、9話）（香港配音：蔡德鈞）
正三郎的新人助理。
模特兒：陽乃、平野由實（第5話）、里海（第6、9話）、菅井沙樹（第9話）
老人：小貫加惠（第5話）（香港配音：黃麗芳）
經常來回老人院的老奶奶。正三郎攝影時有露出笑容。
小野寺實：葛山信吾（第6-8話）（香港配音：劉昭文）
大學醫院的外科醫生。
宮下徹：渡部豪太（第6、8-10話）（香港配音：劉奕希）
克彥的合夥人。
耦合聚會主辦者：長谷川惠一郎（第6話）（香港配音：陳卓智）
藤子在會場採訪。
翔子：瀧澤沙織（第7話）（香港配音：程文意）
藤子的前同事兼好友。
小野寺的母親：田島令子（第7-8話）（香港配音：蔡惠萍）
Becky的影迷。
小野寺的父親：真實一路（第7-8話）（香港配音：譚炳文）
經營小野寺醫院。
汽車商行職員：櫻井聖（第7話）
竹美打工的汽車商行同事。
正三郎的前女友：辰巳奈都子（第7話）（香港配音：曾秀清）
由於被正三郎拋棄，委託壞朋友教訓正三郎。
男性朋友：中村龍介（第7話）
正三郎的母親：岡田阿嘉莎（第8話）（香港配音：黃麗芳）
無法原諒丈夫的外遇，也很討厭神似丈夫的正三郎，年幼時曾離家出走。
渡邊健太郎：山口智充（第9話）（香港配音：招世亮）
竹美的第一任丈夫，經營連鎖店小吃餃子，是菖蒲的親生爸爸。
菖蒲的同學：石田龍輝、木下勇翔、平井花南（第9話）
小嶋佐和子：長田奈麻（第10話）（香港配音：蔡惠萍）
經常遊說他人投資養蝦，藉此希望能賺大錢。為了籌措資金而向大悟借錢。
努努的客人：大衛·李奇斯（第10話）
阿蜜：松本純（最終話）

## 製作人員
- 編劇：清水友佳子、關繪理香、泉澤陽子
- 音樂：福島祐子、横山克、瀬川英史
- 導演：今井夏木、吉田健 等
- 製片人：植田博樹、神戸明
- 製作協力：東寶電影
- 製作出品：TBS

## 主題曲
- 觀月亞里莎「星の果て」（avex tune）

## 播放
| 各話                                                       | 播放日        | 原文標題 | 中文標題                             | 收視率 |
| ---------------------------------------------------------- | ------------- | -------- | ------------------------------------ | ------ |
| 第1話                                                      | 2011年7月10日 |          | 女人的幸福就像一場搶椅子坐的遊戲！！ | 13.5%  |
| 第2話                                                      | 2011年7月17日 |          | 一個女人的幸福是什麼！？             | 12.5%  |
| 第3話                                                      | 2011年7月24日 |          | 親愛的母親突然去世……                 | 12.3%  |
| 第4話                                                      | 2011年7月31日 |          | 媽媽的愛還活著                       | 11.6%  |
| 第5話                                                      | 2011年8月7日  |          | 背叛的一夜                           | 11.4%  |
| 第6話                                                      | 2011年8月14日 |          | 互相憎恨的姐妹                       | 10.6%  |
| 第7話                                                      | 2011年8月21日 |          | 與妹妹戀人一起的一夜                 | 10.2%  |
| 第8話                                                      | 2011年8月28日 |          | 顫抖的吻                             | 12.3%  |
| 第9話                                                      | 2011年9月4日  |          | 崩潰下來的家庭                       | 11.3%  |
| 第10話                                                     | 2011年9月11日 |          | 再見了，各位                         | 09.7%  |
| 最終話                                                     | 2011年9月18日 |          | 再見了，謝謝你                       | 10.5%  |
| 平均收視率:11.5%（視聴率は関東地区・ビデオリサーチ社調べ） |               |          |                                      |        |

## 外部連結
- 官方网站（日語）
- 華和家四姊妹的X（前Twitter）（日語）

## 作品的變遷
| 日本TBS 周日劇場                          | 日本TBS 周日劇場                       | 日本TBS 周日劇場 |
| ----------------------------------------- | -------------------------------------- | ---------------- |
|                                           | 華和家四姊妹 （2011.7.10 - 2011.9.18） |                  |
| 仁者俠醫 完結編 （2011.4.17 - 2011.6.26） | 南極大陸 （2011.10.16 - 2011.12.18）   |                  |

| 香港 無綫劇集台 星期日15:00-17:00及21:00-23:00             | 香港 無綫劇集台 星期日15:00-17:00及21:00-23:00 | 香港 無綫劇集台 星期日15:00-17:00及21:00-23:00 |
| ---------------------------------------------------------- | ---------------------------------------------- | ---------------------------------------------- |
|                                                            | 華和家四姊妹 （2012.05.27 - 2012.07.01）       |                                                |
| 南極大陸 （2012.04.15 - 2012.05.20）                       | 無法戀愛的理由 （2012.07.08 - 2012.08.05）     |                                                |
| 香港 無綫電視翡翠台 星期日 11:00-11:55 3月30日 10:30-11:55 |                                                |                                                |
| 南極大陸 （2014.01.05 - 2014.03.23）                       | 華和家四姊妹 （2014.03.30 - 2014.06.08）       | 女管家三田 （2014.06.22 - 2014.08.31）         |

| 緯來日本台 週一至週五 21:00至22:00   | 緯來日本台 週一至週五 21:00至22:00       | 緯來日本台 週一至週五 21:00至22:00 |
| ------------------------------------ | ---------------------------------------- | ---------------------------------- |
|                                      | 華和家四姊妹 （2012.06.05 - 2012.06.19） |                                    |
| 南極大陸 （2012.05.21 - 2012.06.01） | 都市怪談之女 （2012.06.20 - 2012.07.02） |                                    |

| 臺灣 八大戲劇台 週三 23:00 · 6月19日改為週四 00:00 | 臺灣 八大戲劇台 週三 23:00 · 6月19日改為週四 00:00 | 臺灣 八大戲劇台 週三 23:00 · 6月19日改為週四 00:00 |
| -------------------------------------------------- | -------------------------------------------------- | -------------------------------------------------- |
|                                                    | 華和家四姊妹 （2014.04.09 - 2014.06.19）           |                                                    |
| 不懂女人                                           | 恩熙                                               |                                                    |